# Summertime
«Summertime» — арія, написана Джорджем Гершвіном 1935 року для опери «Поргі та Бесс». Автори тексту: ДюБос Гейвард і Айра Гершвін (брат Джорджа). За основу для написання арії Гершвін, можливо, взяв українську колискову пісню «Ой ходить сон коло вікон» Аудіофайл «Ой ходить сон.ogg» не знайдено, яку він почув у Нью-Йорку у виконанні Українського Національного Хору під керуванням Олександра Кошиця. Музика до вірша була написана у лютому 1934 року, однак повністю партитура опери була завершена 20 місяцями пізніше.

## Арія в опері
Арія зустрічається в опері чотири рази: спочатку як колискова, яку Клара співає своїй дитині, потім через кілька хвилин Клара співає її разом з хором в сцені з азартною грою. У сцені четвертої другого акту Клара співає тільки приспів. У відкритті третього акту Бесс співає колискову дитині Клари.
Її першими виконавцями стали Еббі Мітчел (Abbie Mitchell) та Анна Браун (Anne Brown), які співали у прем'єрі опери 10 вересня 1935 року в Бостоні.

| Оригінальний текст: Summertime and the living is easy, Fish are jumping and the cotton is high. Your daddy is rich and your mammy is good lookin', So hush, little baby, baby, don't you cry. One of these mornings you'll gonna rise up singin', Then you'll spread your wings and you'll take the sky. But till that morning there's nothing can harm you, With daddy and mammy, mammy standing by. | Українська версія (з англійської переклав Володимир Книр): Літечко, і життя - щасливе, І бавовна - висока, і риба - аж вскач. Татко твій - багач, матуся твоя - вродлива, То ж тихіше, дитинко, дитинко, не плач. Якось ранком запрагнеш ти волі, І, розправивши крила, у небо гайнеш. Доти ж не завдасть ніщо тобі болю, Бо матуся - з тобою і татко - з тобою теж. |

## Популярність
Музикознавець К. Дж. МкЕлрах писав:
«Гершвін досяг успіху у бажанні передати звучання народної пісні. Це враження підсилюється використанням пентатоніки (C-D-E-G-A) в контексті ля мінору і повільно зміною гармоній у блюзовому дусі. Завдяки цим чинникам мелодія стала улюбленою серед джазових виконавців і протягом десятиліть була інтерпретована в різних жанрах і стилях.»
Налічується понад 23 тисячі записів цієї пісні. Запис Біллі Холідей 1936 року вперше вивела пісню у число національних хітів, пісня досягла 12-ї сходинки у хіт-параді. Серед інших відомих виконавців — Луї Армстронг та Елла Фіцджеральд (1957), Джин Вінсент (1958), Сем Кук (1961) і Дженіс Джоплін з Big Brother and the Holding Company в альбомі 1968 року Cheap Thrills. Найуспішнішим з комерційної точки зору є запис Біллі Стюарда, що посів 10-ту сходинку у рейтингу журналу Billboard Hot 100 1966 року.
Арію було перекладено на болгарську, каталонську, чеську, голландську, есперанто, естонську, фінську, французьку, німецьку, італійську, японську, литовську, маорі, креольську, польську, португальську, українську, сербську, іспанську, ідиш і мову зулу.